# Перегрим Микита Миколайович
Перегрим Микита Миколайович — ботанік, геоботанік, еколог, дослідник фітоценотичного різноманіття та проблем розбудови екомережі сходу України.

## Біографія
Народився 26 березня 1980 року в Луганську в родині вчителів. Батько — Микола Іванович — викладач трудового навчання. Мати — Ірина Леонідівна — викладачка фізики.
Протягом 1997—2002 років навчався на природничо-географічному факультеті Луганського державного педагогічного університету імені Тараса Шевченка, спеціалізувався на кафедрі біології, здобув кваліфікацію «вчитель хімії і біології».
2002 року поступив до аспірантури при відділі природної флори Національного ботанічного саду ім. Миколи Гришка НАН України за спеціальністю «ботаніка». 2006 року захистив дисертацію за темою «Рідкісні та зникаючі види флори Донецького кряжу» і здобув ступінь кандидата біологічних наук.
Протягом 2001—2005 років працював на посаді інженера у Відділі природної флори Національного ботанічного саду ім. Миколи Гришка НАН України (у тому числі з 2002 по 2005 р. — за сумісництвом у зв'язку з навчанням в аспірантурі і протягом 2005 по 2006 — на посаді провідного інженера у тому ж відділі).
У 2006 року, після захисту дисертації, працював на посаді молодшого наукового співробітника зазначеного відділу; а з жовтня 2006 року по грудень 2007 — заступника директора з загальних питань Ботанічного саду імені акад. О. В. Фоміна Київського національного університету імені Тараса Шевченка. Від січня 2007 року по грудень 2012 року — науковий співробітник Ботанічного саду імені акад. О. В. Фоміна. З січня 2013 року і дотепер — старший науковий співробітник Ботанічного саду імені акад. О. В. Фоміна. Із лютого по грудень 2011 року і з квітня по грудень 2012 року — науковий співробітник відділу екології фітосистем Інституту ботаніки ім. М. Г. Холодного НАН України (за сумісництвом).

## Членство в наукових об'єднаннях
- Член Planta Europa Network (2011—2014 — у складі керівництва);
- European Dry Grassland Group; Tulipes Sauvages Association;
- Українське ботанічне товариство, 2006.

## Наукові дослідження

### Дисертація
- Перегрим М. М. Рідкісні та зникаючі види флори Донецького кряжу: Автореф. дис. … кандидата біол. наук / Національний ботанічний сад ім. М. М. Гришка НАН України. — К., 2006. — 19 с.

За анотацією, вміщеною в авторефераті дисертації, дисертація присвячена дослідженню сучасного стану популяцій рідкісних і зникаючих видів рослин флори Донецького кряжу, на основі вивчення їх хорології, еколого-ценотичних особливостей, вікової та просторової структури ценопопуляцій.
Зокрема, за результатами досліджень встановлено, що на Донецького кряжу зростає 244 раритетних види рослин. Проведено географічний, еколого-ценотичний аналізи, надано созологічну оцінку рідкісним і зникаючим видам флори регіону досліджень. Досліджено просторову та вікову структуру популяцій рідкісних видів. Встановлено, що 9 видів мають континуальний тип просторової структури популяцій, 235 видів — ізольований, серед останніх 5 видів — диз'юнктивний, 43 види — лінійний, 187 видів — локальний. Проаналізовано охорону фіторізноманіття Донецького кряжу на різних рівнях організації довкілля. Розроблено рекомендації щодо розбудови регіональної екомережі регіону дослідження і її модель.

### Наукові тематики і проекти

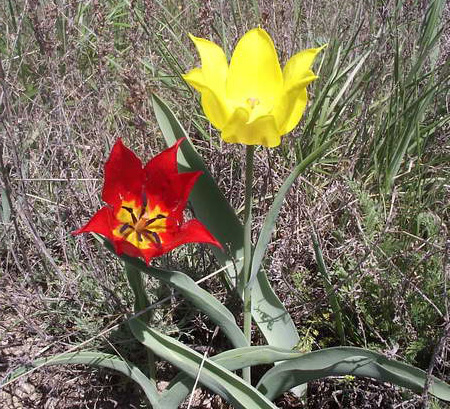
Tulipa gesneriana — Тюльпан геснерів один з об'єктів дослідження Микити Перегрима та «герой» однієї з монографій

Був виконавцем низки наукових тематик і проектів:
- «Теоретичні основи формування і збереження інтродукційних популяцій рідкісних і зникаючих видів рослин» (фінансування НАН України, 2001—2005);
- ІІІ видання «Червоної книги України» (фінансування Міністерства охорони навколишнього природного середовища, 2006—2009);
- «Інтродукція, збереження і раціональне використання рослинного різноманіття» (фінансування Міністерства освіти та науки України, 2006—2010);
- «Forming the Red Data Book Plant Conservation and Monitoring Network in Ukraine» (фінансування Посольства Королівства Нідерландів в Україні, 2010—2011);
- «Forming the Importan tPlant Areas (IPAs) Network in the Azov Sea Region» (фінансування Посольства Королівства Нідерландів в Україні, 2011—2012).

Національний координатор в Україні проекту Planta Europa: «Wakeupcall 2008» та координатор проекту: «Conservation of natural habitats of Tulipa gesneriana L. (Liliaceae) in Ukraine» (фінансування Rufford Small Grants Foundation (Велика Британія), 2007—2009).

### Експедиції
Організатор та учасник більше 25 наукових польових експедицій і мандрівок: Україна (Донецький кряж, Крим, Причорноморська низовина, Бессарабська височина, Подільська височина, Полісся, Карпати), Росія (Донецький кряж, Кавказ), Молдова, Туреччина (2006), Румунія (2007), Єгипет (2008), Польща (2011), Чорногорія (2011).

### Конференції
Учасник 25 Міжнародних і Всеукраїнських конференцій, у тому числі:
- Міжнародна конференція «Conservation and reproduction of plant component of biodiversity», Ростов-на-Дону, 2002;
- Міжнародна конференція «Natural forest in the Temperate Zone of Europe — Value and Utilization», Мукачеве — Birmensdorf, 2003;
- 5th and 6th European conferences on the Conservation of Wild Plants in Europe «Planta Europa», Cluj-Napoca, Romania, 2007 and Krakow, Poland, 2011;
- 8th Meeting of the European Dry Grassland Group, Uman’, Ukraine, 2011.

Член організаційних комітетів 9 Міжнародних конференцій в Україні, у т. ч.:
- «Актуальні проблеми ботаніки і екології» (Київ, 2007; Кам'янець-Подільський, 2008; Кременець, 2009; Ялта, 2010);
- «Створення кадастрів фіторізноманіття заповідних територій, ботанічних садів та дендропарків» (Канів, 2008);
- «Ботанічні сади як центри збереження світової флори» (Київ, 2009);
- «Рослинний світ у Червоній книзі України: впровадження Глобальної стратегії збереження рослин» (Київ, 2010);
- 8th European Dry Grassland Meeting (Умань, 2011);
- «IPAs Network in the Azov Sea Region» (Мелітополь, 2011).

Член оргкомітету і автор збірника праць першої конференції «Динаміка біорізноманіття» (Луганськ, 2012, з польовим заняттям на біостанції Ново-Ільєнко).

## Відзнаки
Лауреат стипендії Київського міського голови для обдарованої молоді (2008).

## Публікації

### Монографічні видання
- Маслова В. Р., Лесняк Л. І., Мельник В. І., Перегрим М. М. Червона книга Луганської області. Судинні рослини. — Луганськ: Знання, 2003—280 с.
- Перегрим М. М., Мойсієнко І. І., Перегрим Ю. С., Мельник В. О. Tulipa gesneriana L. (Liliaceae) в Україні. — К.: ВПЦ «Київський університет», 2009. — 135 с.
- Коломійчук В. П., Онищенко В. А., Перегрим М. М. Важливі ботанічні території Приазов'я / за ред. Т. Л. Андрієнко. — Київ: Альтерпрес, 2012. — 116 с.
- Офіційні переліки регіонально рідкісних рослин адміністративних територій України (довідкове видання) / Укладачі: докт. біол. наук, проф. Т. Л. Андрієнко, канд. біол. наук М. М. Перегрим. — Київ: Альтерпрес, 2012. — 148 с. ISBN 978-966-542-512-0

### Вибрані статті
Микита Перегрим — автор 88 наукових та науково-популярних публікацій, у тому числі за останні роки:
- Перегрим М. М. Охорона рідкісних і зникаючих видів флори України ex situ в контексті реалізації Глобальної та Європейської стратегій збереження рослин // Укр. ботан. журн. — 2010. — Т. 67, № 4. — С. 577—586.
- Перегрим М. М., Куземко А. А. Новий для флори України міжродовий гібрид x Dactylocamptis uechtritziana (Hausskn.) M. Peregrym et Kuzemko, comb. nov. (Orchidaceae) // Укр. ботан. журн. — 2010. — Т. 67, № 5. — С. 655—662.
- Bystriakova N., Peregrym M., Erkens R. H. J., Bezsmertna O., Schneider H. Sampling bias in geographic and environmental space and its effect on the predictive power of species distribution models // Systematics and Biodiversity. — 2012. — Vol. 10, № 3. — P. 305—315.
- Korotchenko I., Peregrym M. Ukrainian Steppes in the Past, at Present and in the Future // Eurasian Steppes. Ecological Problems and Livelihoods in a Changing World / M.J.A. Werger and M.A. van Staalduinen (eds.). — Springer Dordrecht Heidelberg New York London, 2012. — P. 173—196.
- Безсмертна О. О., Перегрим М. М., Вашека О. В. Рід Asplenium L. (Aspleniaceae) у природній флорі України // Укр. ботан. журн. — 2012. — Т. 69, № 4. — С. 544—558. (реферат)